# Vorderer Tajakopf
De Vordere Tajakopf is een 2450 m (m.ü.A.) hoge berg in de Oostenrijkse deelstaat Tirol. De berg ligt in het Miemingergebergte en de top ervan is vanaf de Coburger Hütte (1917 müA) via een in 2000 aangelegde klettersteig te bereiken. Iets minder dan een kilometer naar het zuiden ligt de Hinterer Tajakopf (2408 müA ).